# Садоґура (Великопольське воєводство)
Садоґура (пол. Sadogóra) — село в Польщі, у гміні Рихталь Кемпінського повіту Великопольського воєводства.
Населення — 211 осіб (2011).
У 1975-1998 роках село належало до Каліського воєводства.

## Демографія
Демографічна структура станом на 31 березня 2011 року:
|          | Загалом | Допрацездатний вік | Працездатний вік | Постпрацездатний вік |
| -------- | ------- | ------------------ | ---------------- | -------------------- |
| Чоловіки | 103     | 22                 | 70               | 11                   |
| Жінки    | 108     | 20                 | 62               | 26                   |
| Разом    | 211     | 42                 | 132              | 37                   |